# Su Cukor
Su Cukor (On Cukor) è un documentario della rete PBS che fa parte della serie American Masters, dedicata ai più importanti personaggi del cinema americano. In Italia è stato trasmesso sui canali Sky Italia.

## Trama
Attori, colleghi e amici parlano di uno dei più grandi registi di sempre, George Cukor. Da film come Donne e Angoscia ai grandi successi di È nata una stella e My Fair Lady.
Tra le numerose star che raccontano i loro rapporti con Cukor appaiono Jack Lemmon, Jean Simmons, Angela Lansbury, Mia Farrow e Shelley Winters.